# Antônio Correia de Oliveira
Antônio Correia de Oliveira (,  — , ) foi um político brasileiro.
Foi deputado provincial em três legislaturas, como presidente da assembleia provincial de 10 de março a 9 de maio de 1879, na 18ª/19ª legislatura; de 29 de março a 27 de maio de 1882, na 20ª legislatura; como vice-presidente, de 8 de maio a 7 de julho de 1880, na 19ª legislatura; de 7 de março a 20 de maio de 1881, na 20ª legislatura.
Foi presidente da província do Rio Grande do Sul no mandato de Carlos Thompson Flores, de 15 a 19 de abril de 1880.